# Cserfő JazzLand Fesztivál
A Cserfő JazzLand Fesztivál a Nagykanizsától 10 km-re fekvő Cserfő nevű szőlőhegy, ahol Tiborcz Iván – aki egyben a cserfői JazzLand szellemi atyja – a buffaloi fekete jazzmuzsikosokkal eltöltött öt év alatt határozta el, hogy zalai birtokára elhozza e világot, a jazz muzsikát.

## Története
Az álom megvalósítása 1996-ban kezdődött el civil kezdeményezésként, amikor lelkes barátok támogatásával jött össze muzsikálni néhány amatőr jazz zenész. Az első koncertek 50-60 fős közönség előtt zajlottak, főképp végzős jazz-tanszakos diákok és tanárok közreműködésével. Az összejövetelek minden évben rendszeresen ismétlődtek, egyre több látogatót vonzottak, így a "Cserfői JazzLand"-napok lassan rangos művészeti fesztivállá nőtte ki magát. Ez a workshop már nemcsak a környező településekről, de az ország távolabbi vidékeiről és külföldről is egyre több érdeklődőt vonz.
A "Cserfő JazzLand" egyediségét az adja, hogy remek panorámával rendelkező szőlőhegyen lehet színvonalas jazz muzsikát hallgatni, a nézőtérről nagyon messzire ellátni. 2005-ben a 10. rendezvényt már közel ezerkettőszáz ember látogatta. Az eddigi 10 év folyamán olyan rangos művészek léptek fel, mint Babos Gyula, Szakcsi Lakatos Béla, Tony Lakatos, a Trio Midnight, Dresch Mihály, Rhoda Scott, Ákos Laki, Don Byron és még sokan mások. Hagyománya a fesztiválnak, hogy az ismertebb előadók mellett szereplési lehetőséget kínál kezdő fiatal muzsikusok részére is.
Az eddigi rendezvényeknek jó sajtóvisszhangja volt az országos napilapokban is. A fesztiválokat a Duna TV közvetítette, ott, valamint a MEZZO csatornán rendszeresen láthatók az eddigi programok. A rendezvénysorozat minden tekintetben országos hírűvé nőtte ki magát. Szakmai berkekben jegyzik, hogy egyre több híres előadó, a kiváló programok, a sajátságos helyszín, és nem utolsósorban a jó hangulat miatt önként jelentkezik fellépésre.

## Fellépők

### 2002
- Borbély Műhely
- Egri-Dresch Quartet
- Nagy János Trió
- Equinox
- Ungarn Connection
- Tiborcz Quartet
- László Attila Band
- Balázs Elemér Group
- Laki Áki Quartet
- Babos Gyula és tanítványai
- Jazzpact
- Laki Latino
- Jam Session.

### 2003
- NIF Band
- A Nagykanizsai Ifjúsági Fúvószenekar
- Oláh Szabolcs Quartet
- Boros Júlia
- Tiborcz Quintet
- (A) Verzió
- Lakatos Pecek Krisztián
- A Bartók Rádió
- Projekt Romani
- Rhoda Scott Trió

### 2004
- Borbély Mihály Quartet – vendég: Lukács Miklós cimbalom
- Kőszegi Group
- Eastside Company
- Jávori Vilmos Sound Machine:- vendég: Vukán György
- David Yengibarjan Trió
- Tiborcz Quartet
- Tony Lakatos és Kirk Lightsey Quartet
- Budapest Ragtime Band

### 2005
- Falb Fiction (Ausztria)
- Nigun
- Laki Áki Quartet
- Kanizsa Big Band
- Kelomat (Ausztria)
- Tiborcz Quartet
- Whiteful
- Don Byron Quartet (USA)
- Caméleon

### 2006
- Beginners' Project
- Lattmann Quartet
- Benoit Martiny Band
- Dresch Mihály Quartet
- USA – Hungary ALL STAR BAND
- Tibocz Quartet
- BIBOP Cafét
- Bolla Quartet
- Berki Tamás Band
- FESZTIVÁL ZENEKAR

### 2007
- Kanizsa Big Band és a Csáktornyai Big Band közös koncertje
- Babos Project Special (Budapest)
- Doug Hammond Trio (USA)
- Jazzlectic
- Tibocz Trio (Cserfő-USA-Szlovákia)
- Borbély Műhely
- Fekete Kovács Kornél Band
- Kém Sándor Project Feat.: Randy Brecker
- Six For You

### 2008
- Special Providence (Budapest)
- Tűzkő Csaba és a Copacabana Latin Jazz (Budapest)
- Molnár Sándor Quartet (Budapest-Nagykanizsa)
- Kalengo Ethnic Groove (Budapest)
- Szalay Gábor Trio (Budapest)
- Radio Ruhr-Vidék (Németország)
- Quartet International
- Borbély – Binder Duo (Budapest)
- Tribute To Antonio Carlos Jobim (Brazilia – Németország)

### 2009
- Cserfő Quartet
- Fenyvesi-Borbély Quintet
- Kovács Linda Quartet
- Tommy Vig Quartet (USA)
- Simon Balázs Quartet (Hollandia)
- Soma